# Harm Haslob

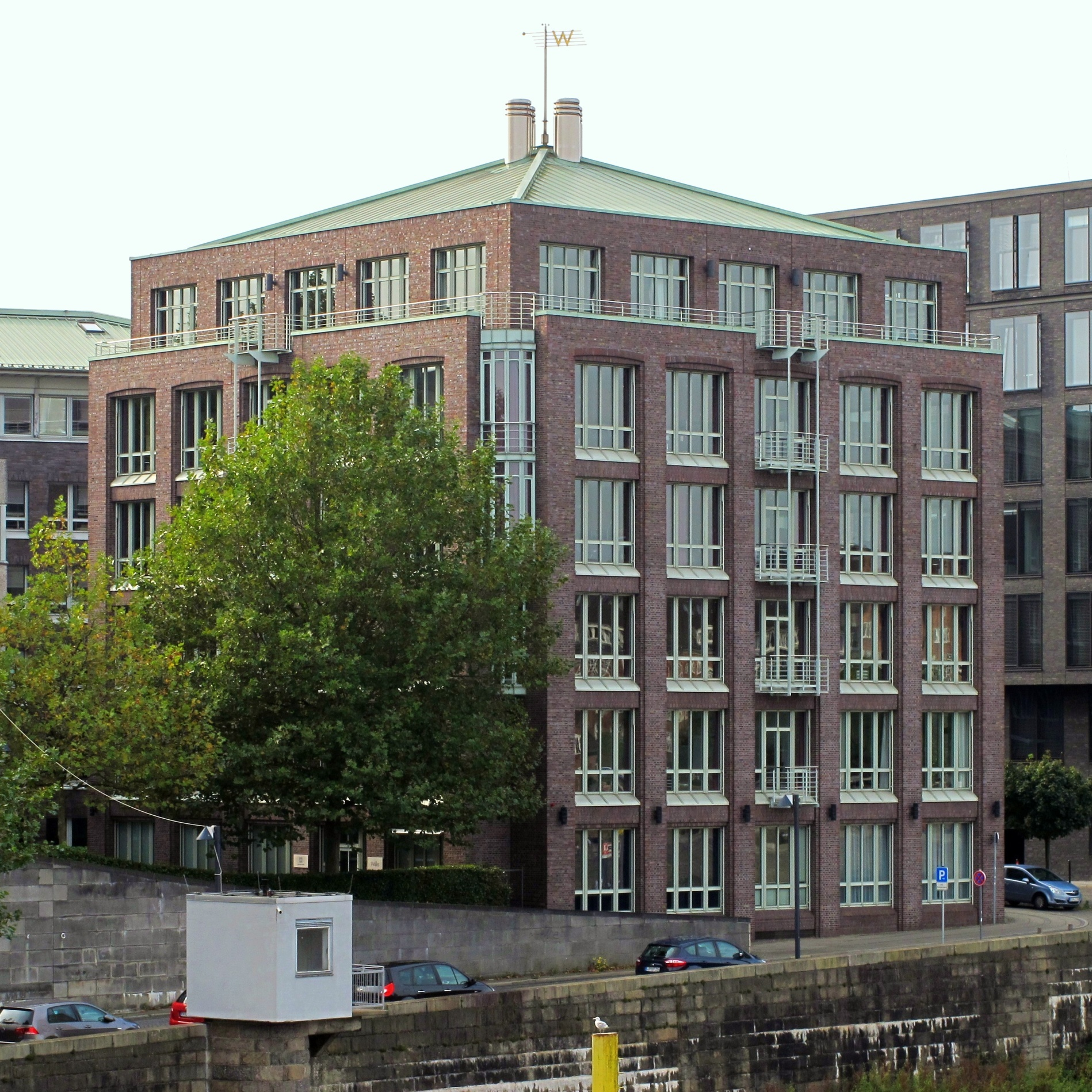
1992: Bürohaus Herrlichkeit 1

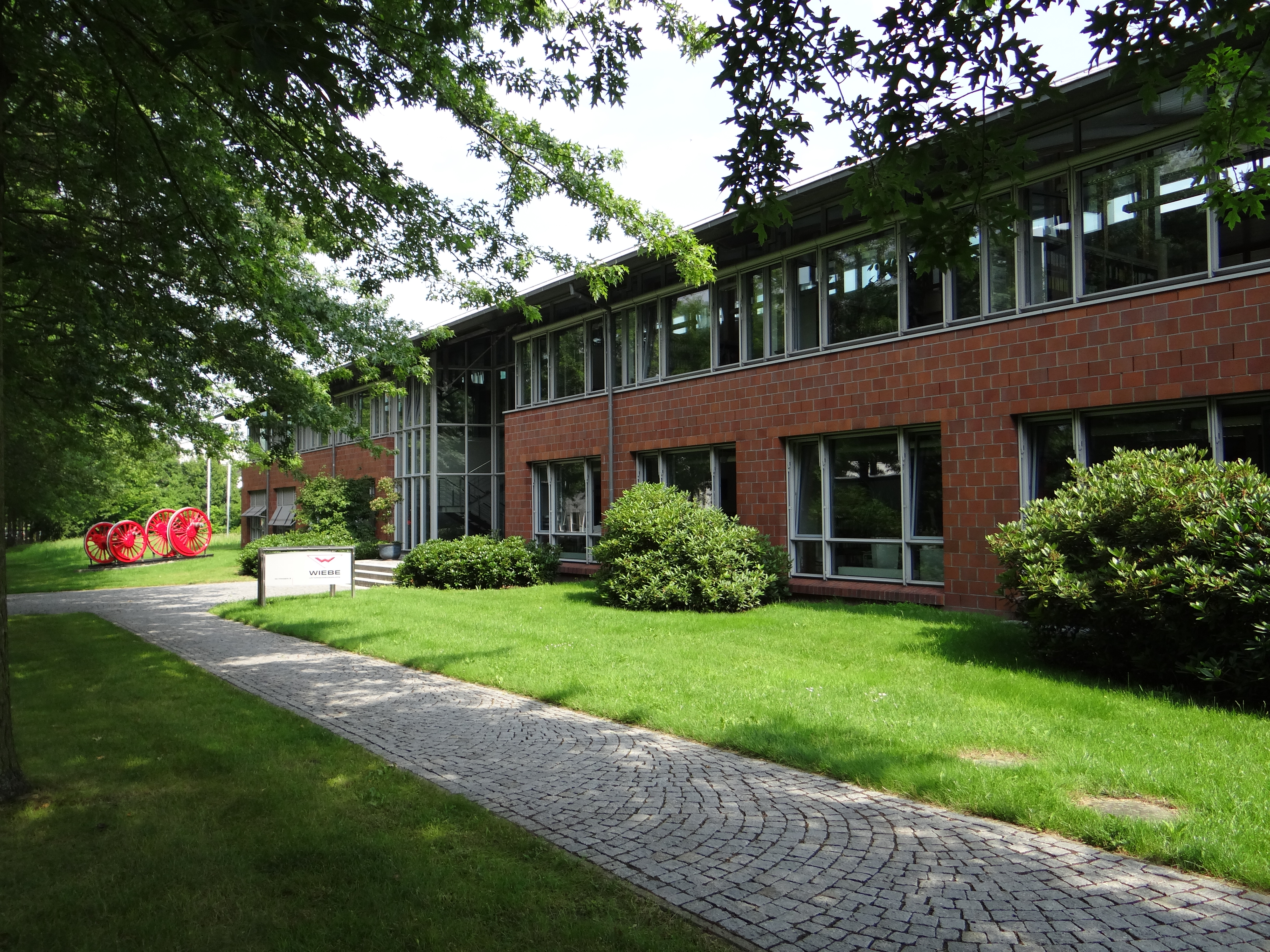
1993: Wiebezentrale in Achim

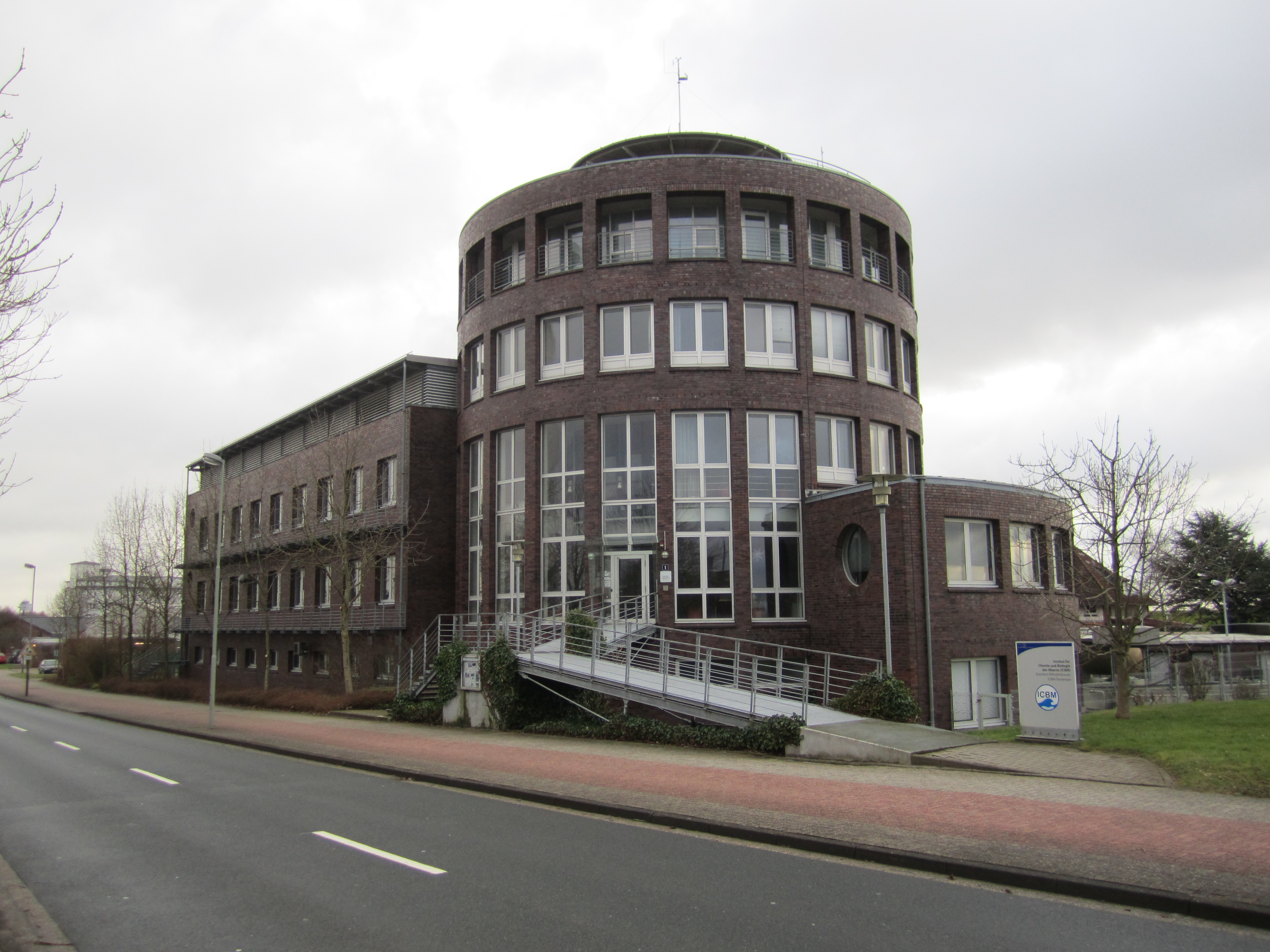
1994: Institutsgebäude in Wilhelmshaven

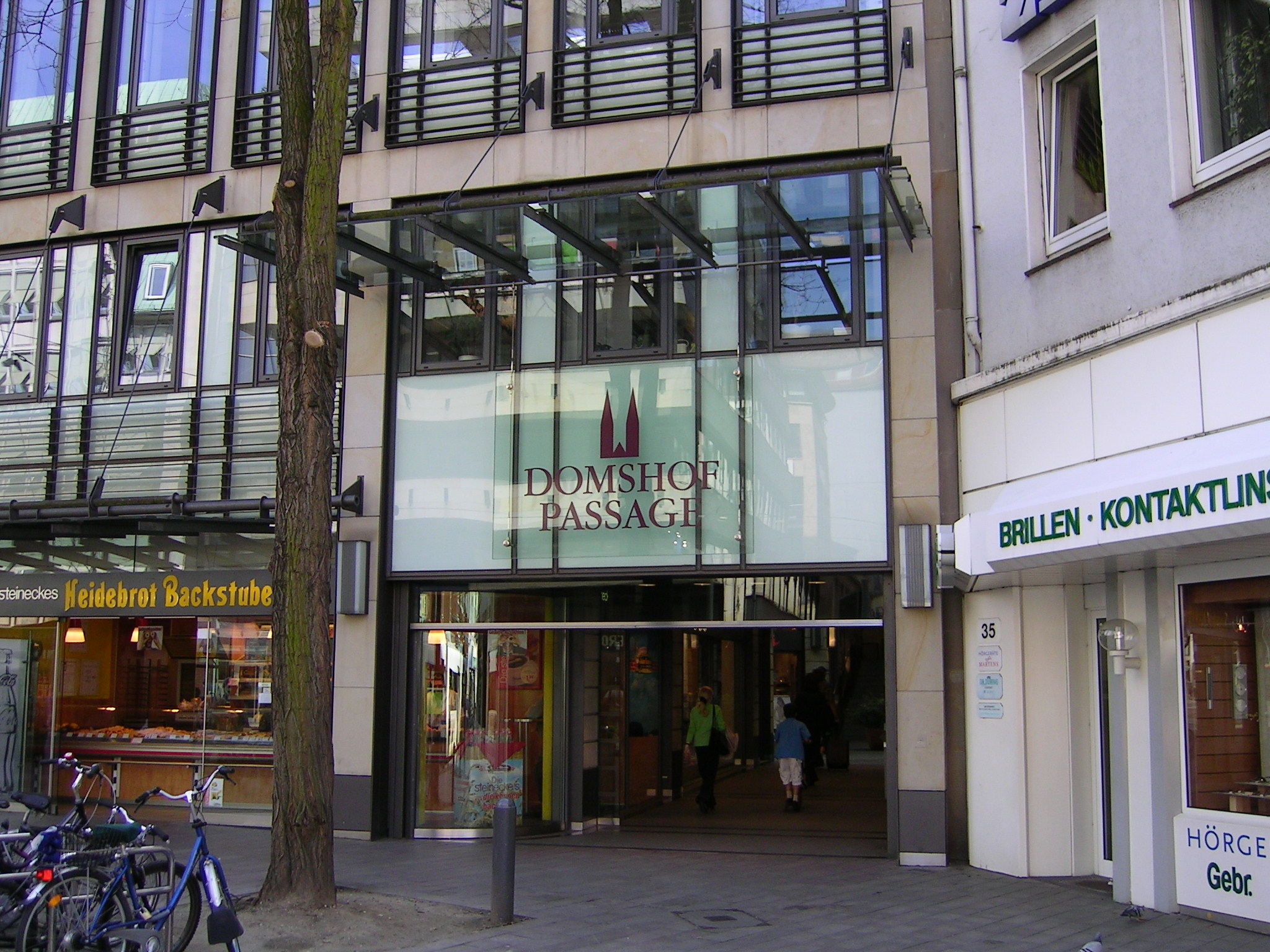
1998: Domshof Passage

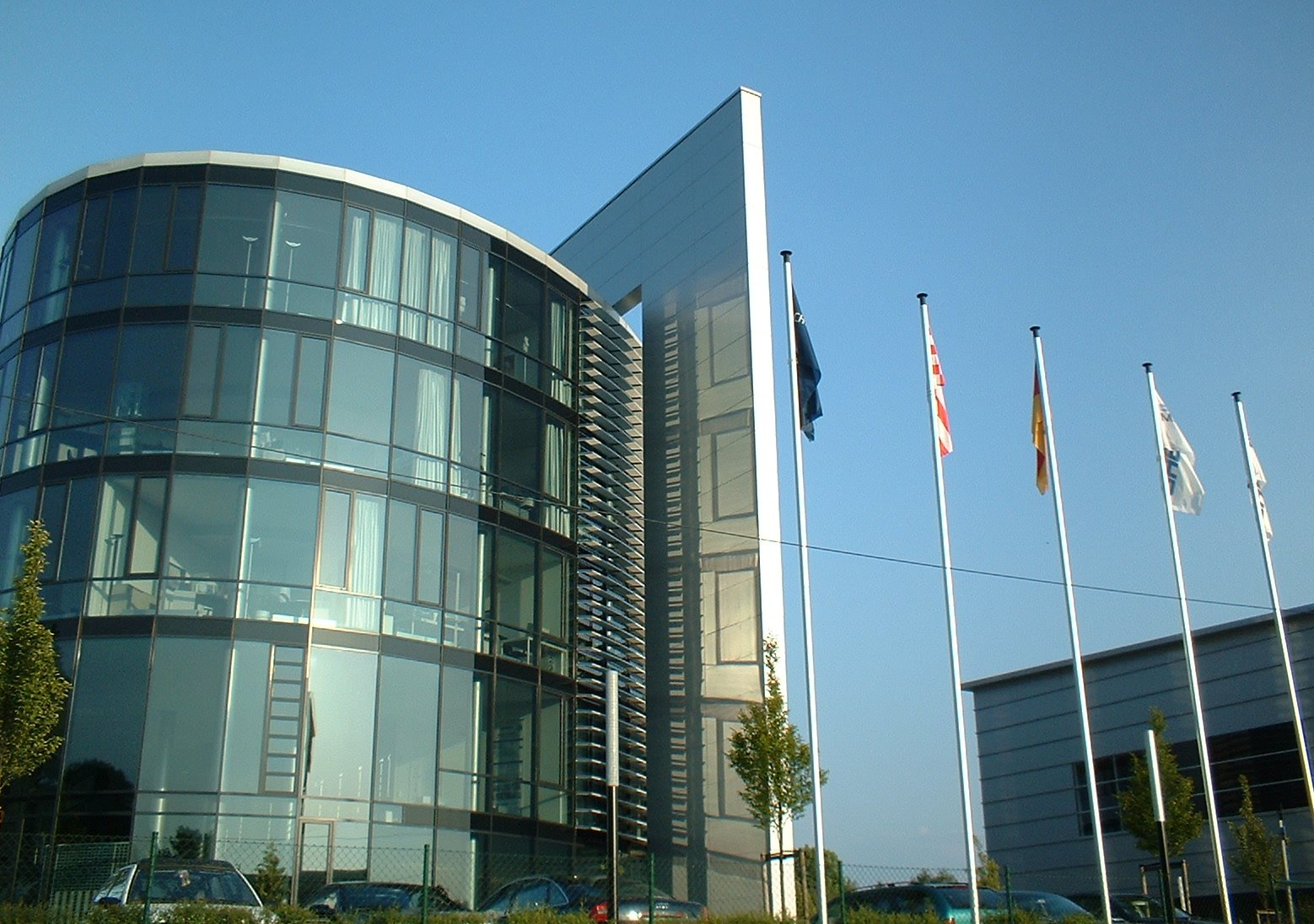
1999: OHB-Gebäude in Bremen

Harm Haslob (* 15. Februar 1942 in Stralsund) ist ein deutscher Architekt.

## Biografie
Haslob ist der Sohn des Baudirektors Hermann Haslob, Leiter des Bauamts Bremen-Nord, der im Architekturstudium durch die Stuttgarter Schule geprägt wurde. Die Familie wohnte in Bremen-St. Magnus. Der Sohn besuchte bis 1961 das Gerhard-Rohlfs-Gymnasium in Vegesack und absolvierte danach seine Wehrpflicht bei der Bundesmarine. Er studierte von 1963 bis 1969 Architektur an der Technischen Universität Braunschweig (Braunschweiger Schule), an der ETH Zürich (bei Bernhard Hoesli) und an der Technischen Universität Stuttgart. In Braunschweig lernte er seinen Studienfreund und späteren Büropartner Peter Hartlich (1944–1998) kennen.
Haslob gründete in Bremen 1970 das Büro Haslob und Hartlich das 1971 zum Büro Zill, Haslob, Hartlich und Schütz, 1976 zum Büro Haslob, Hartlich und Schütz, 1995 zum Büro Haslob, Hartlich und Partner, dann 2002 zum Büro Haslob, Kruse und Partner sowie 2011 zum Büro Haslob, Kruse und Bode wurde. Das Büro hat in über 40 Jahren prägende Bauten in Bremen geschaffen. Mehrere Bauwerke wie die Schulbauprojekte entstanden als Frühwerk mit noch stark spätmoderner und postmoderner Prägung. Die Architektur seiner dann folgenden Bauten fügen sich in den Kontext der neueren Moderne ein.
Von 1990 bis 1996 war er Landesvorsitzender des Bundes Deutscher Architekten (BDA) in Bremen.
Haslob ist verheiratet mit Helga Haslob; beide haben zwei Kinder.

## Auszeichnungen
- BDA-Anerkennung 2002 für das Zentralgebäude der Sparkasse Bremen
- BDA-Preis Bremen 2010 für das Bürohaus Teerhof 59 (früher Beluga-Haus)
- BDA-Preis Bremen 2010 für die Pflegeklinik der Stiftung Friedehorst in Lesum
- BDA-Anerkennung 2014 für zwei Wohngebäude auf dem Stadtwerder in Bremen
- BDA-Anerkennung Niedersachsen 1994 für das Verwaltungsgebäude H. F. Wiebe in Achim-Uesen

## Bauten

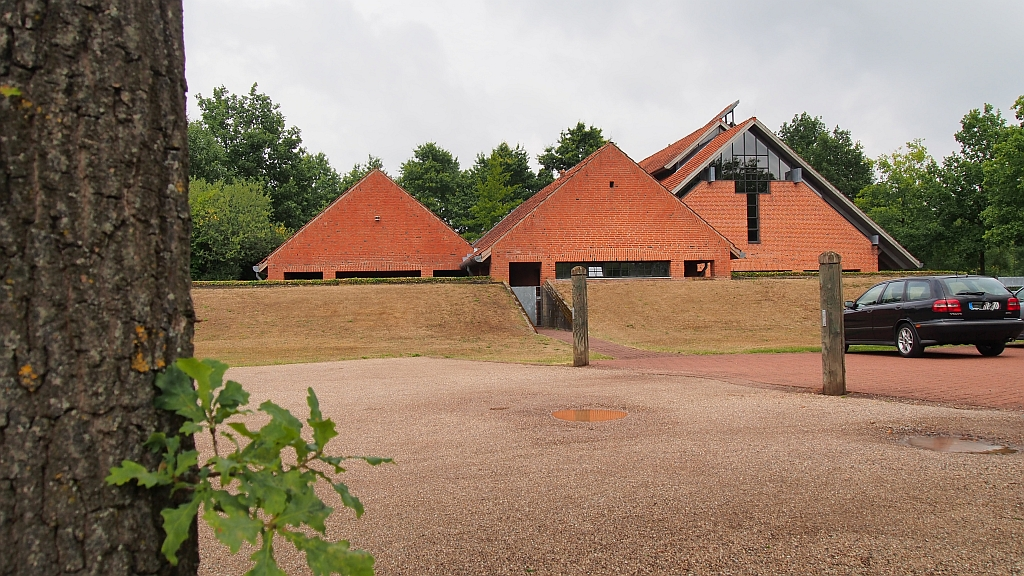
1990: Friedhofskapelle Stuhr

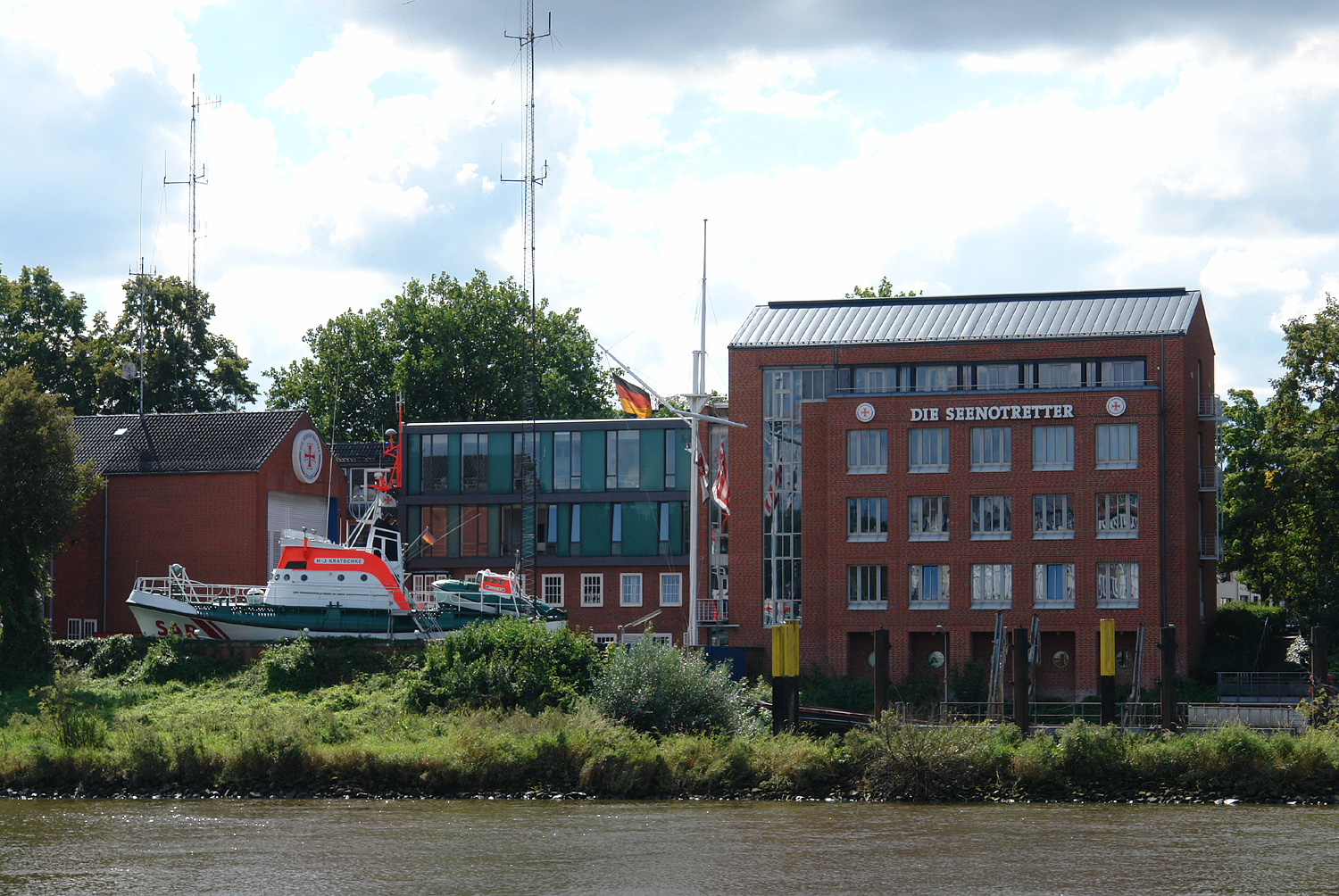
1995: DGzRS Bremen

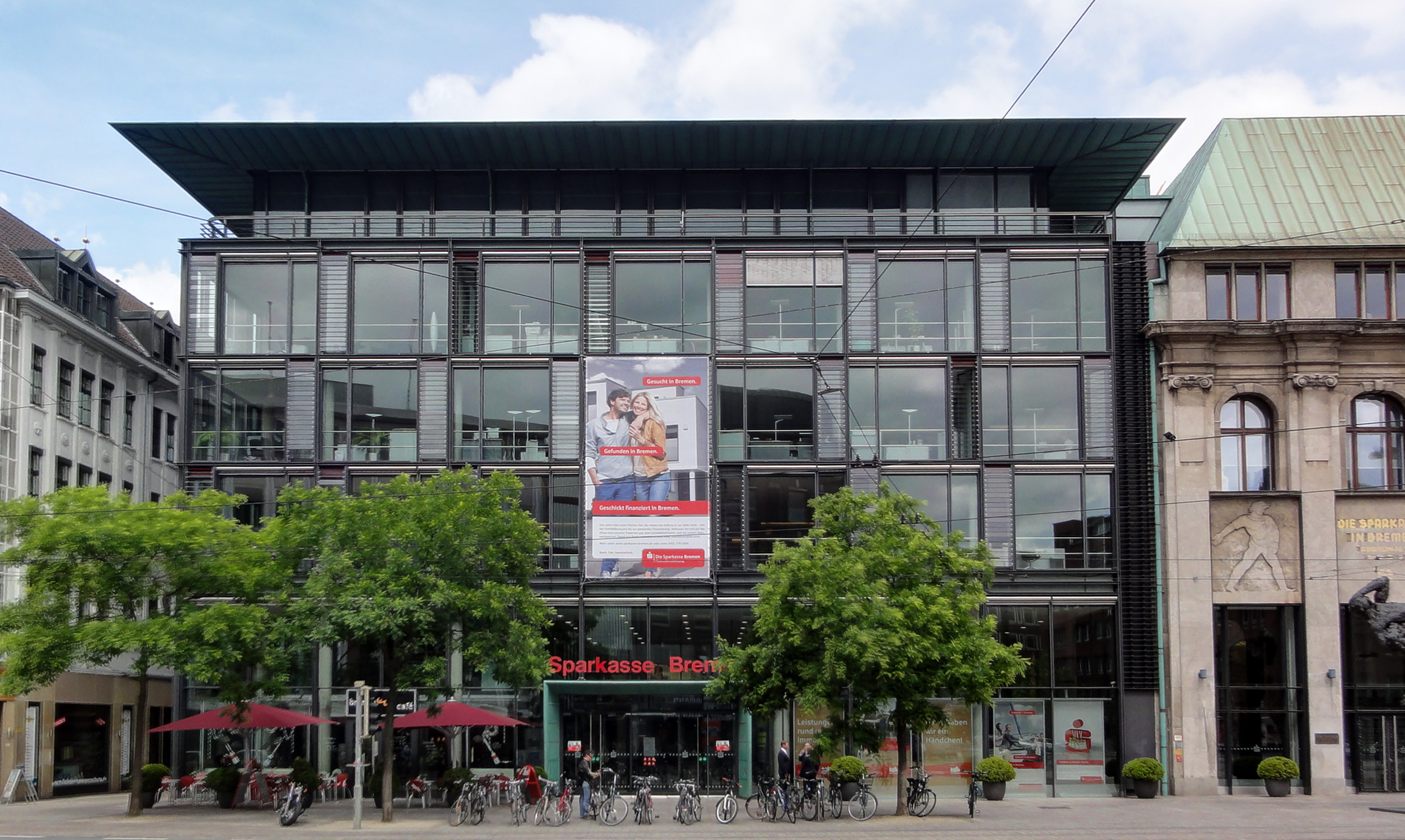
2002: Sparkasse am Brill

2007: Universum Schaubox

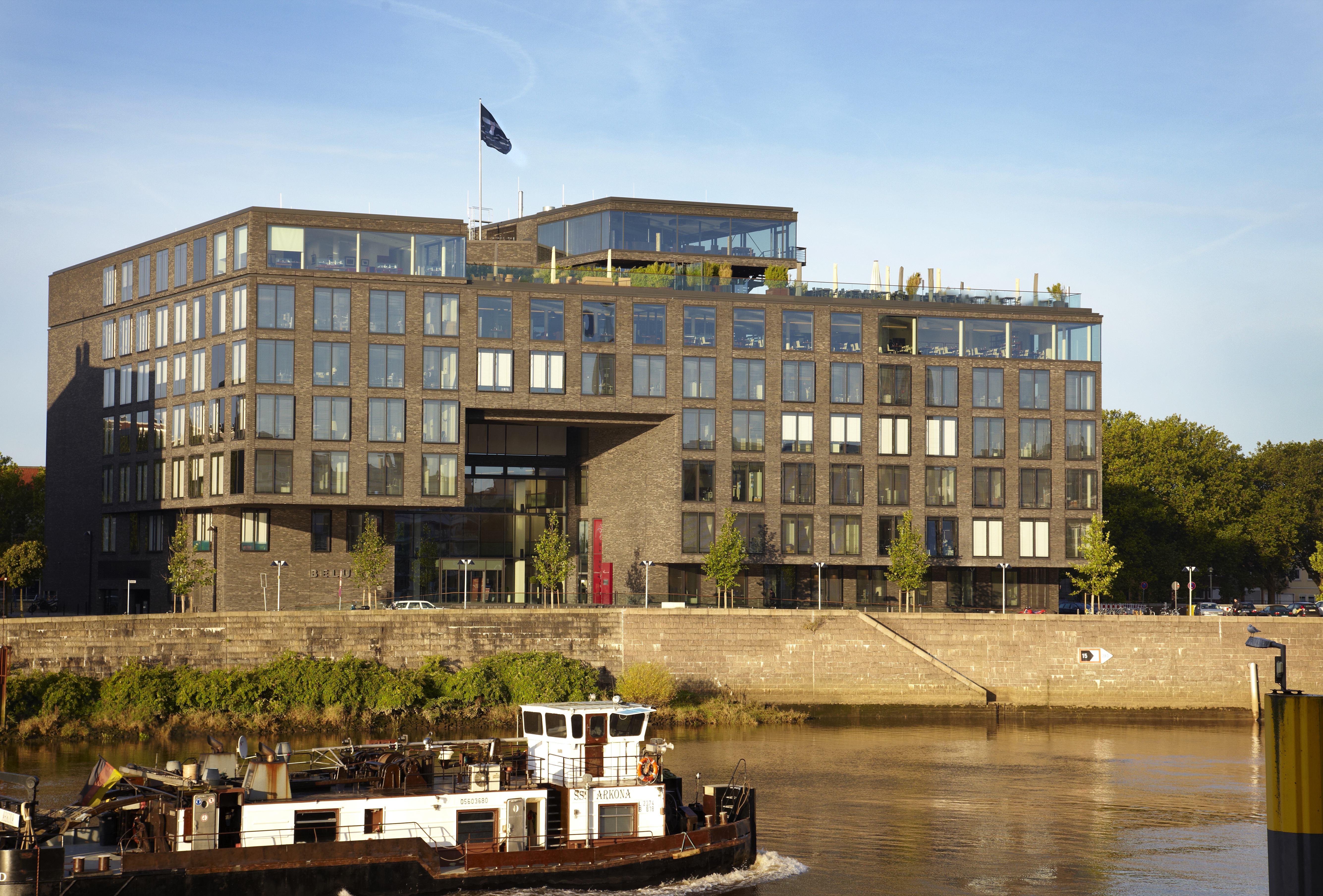
2009: Bürohaus Teerhof 59

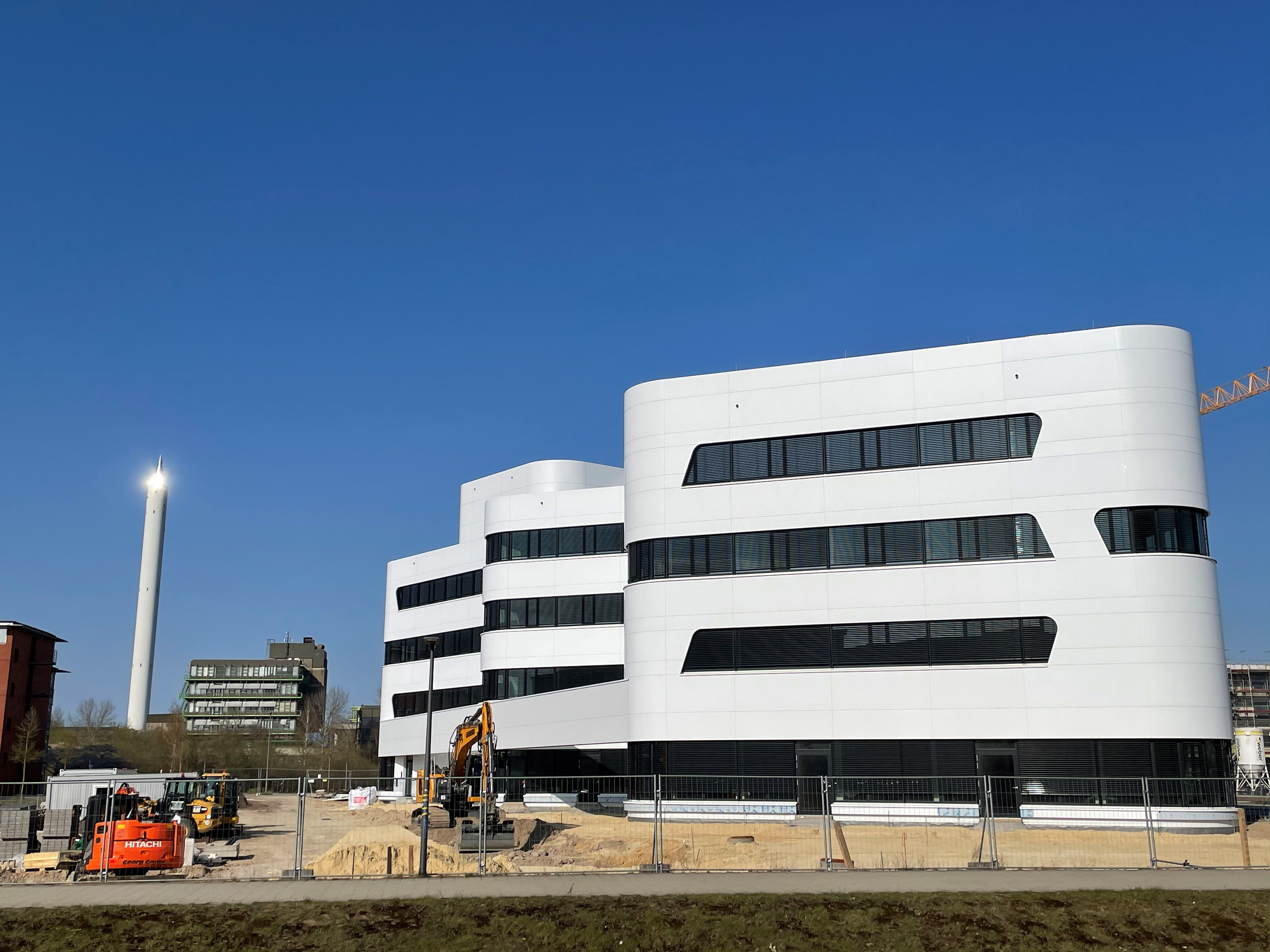
2021: Fraunhofer-Institut für Digitale Medizin MEVIS

- 1971–1973: Inter-Krankenversicherungs AG in Bremen-Mitte, Martinistraße 53/55
- 1974: Erweiterungsbau des St.-Remberti-Stifts in Bremen-Mitte
- 197?: Schulzentrum in Leeste
- 1976: Förderschule Fritz-Gansberg-Straße 22 in Bremen-Schwachhausen (zusammen mit Zill)
- 1979: Altenwohnheim St.-Remberti-Stift in Bremen-Mitte, Ortsteil Ostertor
- 1984: Parkhaus Violenstraße in Bremen-Mitte
- 1986: Rathaus in Stuhr
- 198?: Berufsschule in Syke
- 1990: Friedhofskapelle in Stuhr
- 1990–1996: Wohnbebauung auf dem Teerhof in Bremen
- 1990: Lloyd-Passage in Bremen-Mitte (zusammen mit Rosengart und Rhode Kellermann Wawrowsky)
- 1992: Bürohaus Wuppesahl / Bürohaus Herrlichkeit 1 auf dem Teerhof in Bremen[1]
- 1993: Wiebe-Verwaltungsgebäude in Achim-Uesen
- 1993: Feuerwehr Heiligenrode
- 1994: ICBM-Terramare-Institutsgebäude in Wilhelmshaven, Südstrand
- 1995: Zentrale der Deutschen Gesellschaft zur Rettung Schiffbrüchiger (DGzRS) in Bremen-Neustadt[2]
- 1996: Umbau für die Deutsche Bank am Domshof in Bremen
- 1997: Passage Bürgerweide am Nordausgang des Bremer Hauptbahnhofs
- 1998: Domshof-Passage am Domshof in Bremen[3]
- 1998: Bürohaus Victoria Versicherungsbörse auf dem Teerhof
- 1999: OHB-Gebäude in Bremen
- 1999: Druckstation der Astrium Bremen (DASA) in Bremen-Neustadt
- 2000: Dienstgebäude für das Emssperrwerk in Emden
- 2001: Altenwohnungsbau Vier Deichgrafen in Bremen-Vegesack
- 2001: Haus im Viertel in Bremen-Steintor
- 2001: Umbau des ehemaligen Fernsprechamts an der Ecke Bremer Marktplatz / Langenstraße in Bremen-Mitte
- 2002: Zentralgebäude der Sparkasse Bremen, Am Brill[4]
- 200?: Jugendfreizeitheim in Brinkum
- 2007: Universum Bremen: SchauBox auf dem Universitätsgelände
- 2008: Lise-Meitner-Schule in Stuhr-Moordeich
- 2009: Tagespflegeeinrichtung in Zeven
- 2009: Bürohaus Teerhof 59 der Beluga Reederei
- 2010: Umbau und Erweiterung des Gymnasiums in Ottersberg
- 2010: Stiftung Friedehorst in Lesum: Pflegeklinik als Haus 21 und Umbau von Haus 17
- 2010: Aufstockung für Kaefer Isoliertechnik in Bremen-Mitte, Marktstraße 2
- 2013: MTG-Satellitenintegrationshalle Galileo bei der OHB AG in Bremen-Horn-Lehe, Karl-Ferdinand-Braun-Straße 8
- 2014: Zwei Wohngebäude auf dem Stadtwerder in Bremen (Quartier 6 und Tanzwerder)
- 2014: Stiftung Friedehorst: Rehagebäude, Haus 1 und Haus Jona
- 2015: OHB Büro- und Laborgebäude in Oberpfaffenhofen bei München
- 2015: Fertigungshalle der MT Aerospace in Bremen-Neustadt
- 2015: Wohngebäude Am Lohsepark in Hamburg-HafenCity
- 2014: Haus für die Arbeitnehmerkammer Bremen in Bremerhaven am Neuen Hafen, Barkhausenstraße 16
- 2016/2017: Sophie-Barat-Schule in Hamburg-Rotherbaum, Warburgstraße 39
- 2021: Fraunhofer-Institut für Digitale Medizin MEVIS in Bremen, Max-von-Laue-Straße 2